# Pietro Mengoli
Pietro Mengoli, né à Bologne en 1626 ou 1627 et mort dans la même ville le 7 juin 1686, est un mathématicien italien du XVIIe siècle, élève de Cavalieri, auquel il succède en 1647 à la chaire de mathématiques de l'université de Bologne. Il y restera professeur pendant 39 ans.

## Biographie
Après avoir étudié à l'université de Bologne sous la direction de Cavalieri et de Giovanni Antonio Rocca (1607-1696), Mengoli remplace Cavalieri, avec l'approbation du Sénat de la ville (d'après le récit qu'en fait le sénateur Paolo Emilio Fantuzzi en 1677), l'année suivant sa mort (novembre 1647). Il soutient un doctorat en philosophie  en 1650, et trois ans plus tard un second doctorat de droit. Ordonné prêtre en 1660, il cumule dès lors la direction de la paroisse de Sainte Marie-Madeleine, à Bologne avec diverses charges auprès de l'université dont celles de premier professeur d'arithmétique (1648-1649), puis de professeur de génie mécanique (1649-1668), et, enfin, de professeur de mathématiques (1668-1686, année de sa mort).
Parmi ses élèves, l'un des plus fameux est James Gregory, mathématicien écossais dont l'oncle, Alexander Anderson, était lui-même un épigone de François Viète. Un des premiers historiens des mathématiques à réévaluer son rôle fut Giovanni Vacca.

## Travaux

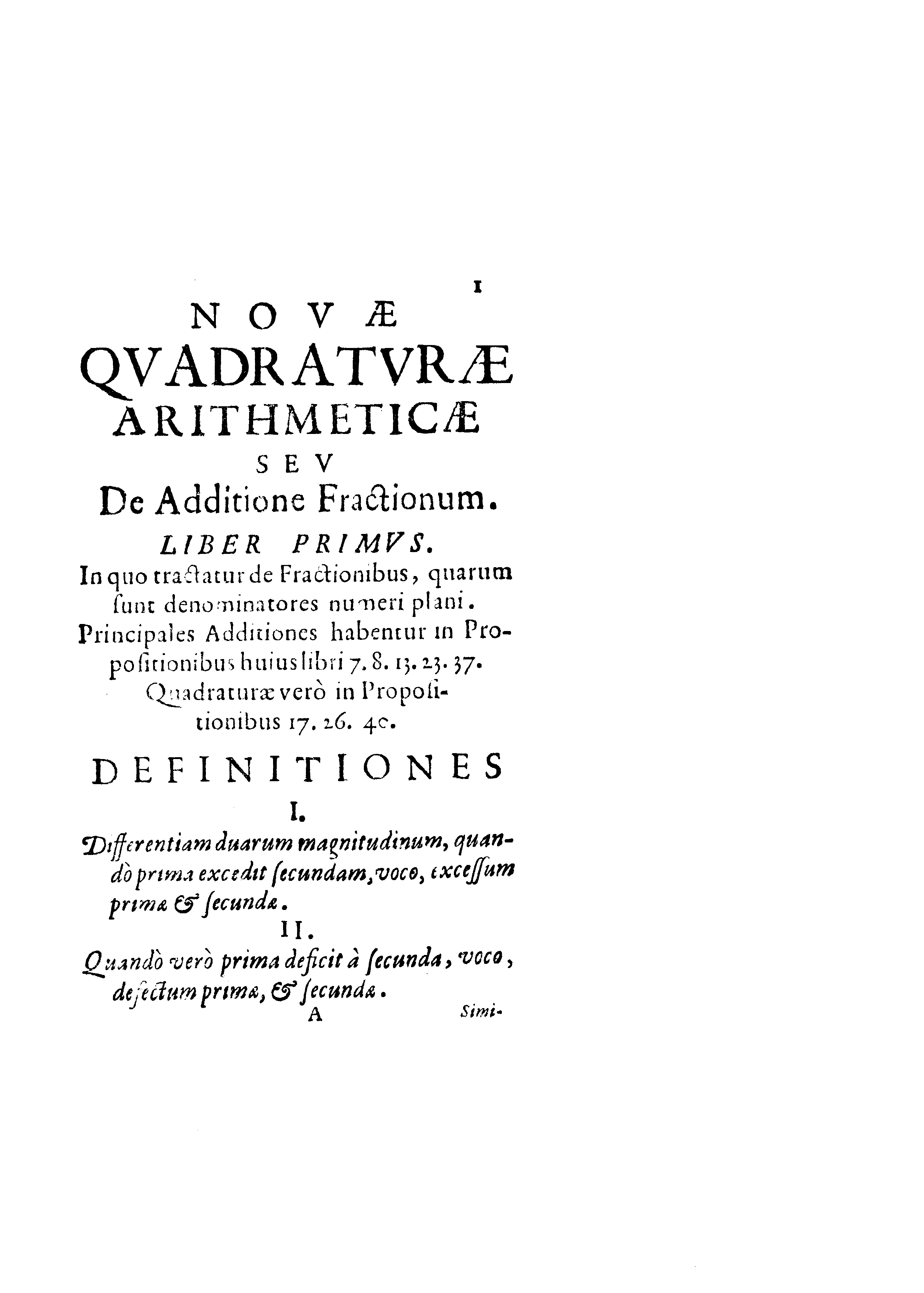
Novæ quadraturæ arithmeticæ, 1650

Les premiers travaux connus de Mengoli portent en 1649 sur la musique et l'harmonie .
D'une facture moins moderne que Torricelli, Pietro Mengoli commence sa carrière scientifique par la publication, en 1650, de Novæ quadraturæ arithmeticæ, seu de additione fractionum. Cet ouvrage a néanmoins une grande portée et il est salué en son temps par Wallis. Mengoli y énonce que la série des inverses des entiers diverge (voir série harmonique). Il retrouve ainsi un résultat connu de Nicolas Oresme. Il montre également que la série alternée converge vers {\displaystyle \ln(2)}.

Il y annonce également la somme de séries comme  {\displaystyle {\frac {1}{n(n+r)}}~,r\in \{1\ldots 10\}}. Mengoli échoue à établir la somme pour {\displaystyle r=0} , problème bien plus difficile et qui sera connu sous le nom de Problème de Bâle (parfois également appelé Problème de Mengoli) après que Jakob Bernoulli, mathématicien bâlois, ait échoué à son tour à évaluer la valeur de la série dont il donne une majoration en 1689. Cette somme des carrés des inverses des entiers sera trouvée par Leonhard Euler en 1735. Mengoli donne de même la somme de la série de terme général {\displaystyle {\frac {1}{n(n+1)(n+2)}}}, soit {\displaystyle {\frac {1}{4}}}.
En 1655, il dédicace à la reine Christine de Suède son  Via Regia ad Mathematicas per Arithmeticam, Algebram Speciosam et Planimetriam ornata.
En 1659, Mengoli publie un ouvrage de géométrie Geometriæ speciosæ elementa, dans lequel il expose et prolonge l'algèbre spécieuse de François Viète, sa rédaction étant proche de celle d'Hérigone dont il se veut un successeur.
Mengoli livre dans cet ouvrage une première définition de l'intégrale, considérée comme l'aire délimitée par une figure plane géométrique. Il la calcule en additionnant l'aire des parallélogrammes inscrits et circonscrits dans la figure selon une méthode des ordres négligeables (la même année que Pascal). Il y énonce également les fondements du calcul différentiel, ce dont s'inspire Leibniz, qui le lit, avant de publier en 1684 ses  Acta Eruditorum .
À cette occasion, il définit notamment le logarithme comme l'aire sous une hyperbole, mais sans le noter. Il y définit plus précisément les sommes inférieures et les sommes supérieures, {\displaystyle L_{n}^{-}(a,b)=\sum _{nb<p\leq na}{1 \over p}} et {\displaystyle L_{n}^{+}(a,b)=\sum _{nb\leq p<na}{1 \over p}}, puis remarque que les premières croissent, et les secondes décroissent alors que leur différence tend vers 0.
En 1670, il publie un traité sur la musique, Speculationi di musica dedicate all’eminentiss. e reverendiss. sig. card. Azzolini da Pietro Mengoli, dottor de l’una, e l’altra legge, e di filosofia collegiato, prior di S. Maddalena, e publico professor di scienze mecaniche nello studio di Bologna, publié à Bologne par Herede del Benacci, qui tente de ramener la théorie de la musique à l'acoustique, à la propagation des sons, et à  l'anatomie.
La même année, Mengoli donne un traité, Refrattioni e Parallase Solare consacré à la réfraction.
En 1672, Mengoli publie il Circolo. Il y exprime {\displaystyle {\frac {\pi }{2}}} sous forme de produit infini. Il s'intéresse à l'occasion aux fonctions bêta {\displaystyle B(n,m)} d'Euler (fonctions liées à la Fonction gamma), introduites par Euler un siècle plus tard.
En 1673, Mengoli publie Anno,  recueil d'études chronologiques ; puis en 1674,  Arithmetica Rationalis  et en 1675, Arithmetica Realis, deux livres consacrés à la philosophie et la logique. En 1681, le dernier ouvrage de Mengoli s'intitule Mese. Il est consacré à la chronologie biblique.
Mengoli reste célèbre pour son travail sur les  problèmes diophantiens dits d'Ozanam. Sa relation avec Stefano degli Angeli (1623-1697), professeur à Padoue contribue également à l'avancement de l'analyse. À partir des développements de {\displaystyle {\frac {1}{1+x}}} et de {\displaystyle \ln(1+x)}, ils développent {\displaystyle {\frac {1}{1+x^{2}}}} en série. Ultérieurement, le mathématicien écossais James Gregory donnera à partir de celle-ci la formule dite de Gregory ou de Leibniz relative à {\displaystyle {\frac {\pi }{4}}}.

## Ouvrages disponibles
- Geometriae speciosae elementa, Bologne, 1659 (disponible également ici.
- Speculationi di Musica, Bologne, 1670.
- Arithmeticae rationalis elementa quator,   Bologne, 1674.
- Arithmetica realis, serenissimo et reverendissimo principi Leopoldo  ab Etrvria cardinali Medices dicata a Petro Mengolo,  Bologne, 1675.